# Kanton Campagne-lès-Hesdin
Der Kanton Campagne-lès-Hesdin war bis 2015 ein französischer Wahlkreis im Arrondissement Montreuil, im Département Pas-de-Calais und in der Region Nord-Pas-de-Calais; sein Hauptort war Campagne-lès-Hesdin. Vertreter im Generalrat des Départements war zuletzt von 1998 bis 2015 Ghislain Tétard.
Der Kanton Campagne-lès-Hesdin war 191,55 km² groß und hatte 10.452 Einwohner (Stand: 2006), was einer Bevölkerungsdichte von rund 55 Einwohnern pro km² entsprach. Er lag im Mittel 44 Meter über Normalnull, zwischen 2 Metern in Roussent und 132 Metern in Boubers-lès-Hesmond.

## Gemeinden
Der Kanton bestand aus 23 Gemeinden:
| Gemeinde               | Einwohner Jahr | Fläche km² | Bevölkerungsdichte | Code INSEE | Postleitzahl |
| ---------------------- | -------------- | ---------- | ------------------ | ---------- | ------------ |
| Aix-en-Issart          | 268 (2013)     | –          | – Einw./km²        | 62018      | 62170        |
| Beaurainville          | 2.052 (2013)   | –          | – Einw./km²        | 62100      | 62990        |
| Boisjean               | 513 (2013)     | –          | – Einw./km²        | 62150      | 62170        |
| Boubers-lès-Hesmond    | 75 (2013)      | –          | – Einw./km²        | 62157      | 62990        |
| Brimeux                | 854 (2013)     | –          | – Einw./km²        | 62177      | 62170        |
| Buire-le-Sec           | 796 (2013)     | –          | – Einw./km²        | 62183      | 62870        |
| Campagne-lès-Hesdin    | 1.768 (2013)   | –          | – Einw./km²        | 62204      | 62870        |
| Douriez                | 325 (2013)     | –          | – Einw./km²        | 62275      | 62870        |
| Gouy-Saint-André       | 641 (2013)     | –          | – Einw./km²        | 62382      | 62870        |
| Hesmond                | 179 (2013)     | –          | – Einw./km²        | 62449      | 62990        |
| Lespinoy               | 232 (2013)     | –          | – Einw./km²        | 62501      | 62990        |
| Loison-sur-Créquoise   | 243 (2013)     | –          | – Einw./km²        | 62522      | 62990        |
| Maintenay              | 395 (2013)     | –          | – Einw./km²        | 62538      | 62870        |
| Marant                 | 87 (2013)      | –          | – Einw./km²        | 62547      | 62170        |
| Marenla                | 245 (2013)     | –          | – Einw./km²        | 62551      | 62990        |
| Maresquel-Ecquemicourt | 942 (2013)     | –          | – Einw./km²        | 62552      | 62990        |
| Marles-sur-Canche      | 287 (2013)     | –          | – Einw./km²        | 62556      | 62170        |
| Offin                  | 210 (2013)     | –          | – Einw./km²        | 62635      | 62990        |
| Roussent               | 230 (2013)     | –          | – Einw./km²        | 62723      | 62870        |
| Saint-Denœux           | 152 (2013)     | –          | – Einw./km²        | 62745      | 62990        |
| Saint-Rémy-au-Bois     | 105 (2013)     | –          | – Einw./km²        | 62768      | 62870        |
| Saulchoy               | 300 (2013)     | –          | – Einw./km²        | 62783      | 62870        |
| Sempy                  | 317 (2013)     | –          | – Einw./km²        | 62787      | 62170        |